# Ophiothrix alboviridis
Ophiothrix alboviridis är en ormstjärneart som först beskrevs av Brock 1888.  Ophiothrix alboviridis ingår i släktet Ophiothrix och familjen Ophiothrichidae. Inga underarter finns listade i Catalogue of Life.